# Резолюция Совета Безопасности ООН 13
Резолюция Совета Безопасности ООН 13 — резолюция, принятая 12 декабря 1946 года. После рассмотрения заявления Сиама (ныне Таиланд) на членство в Организации Объединённых Наций, Совет рекомендовал Генеральной Ассамблее признать Сиам. Резолюция была принята единогласно.